# Mecenat AB
Mecenat är en digital tjänst som erbjuder rabatter och tjänster till Sveriges studerande, alumner och 55+  
Mecenat grundades av Jonas Levin 1998 och förmedlar studentrabatter i samarbete med lärosäten, studentorganisationer och myndigheter. De utvecklade också nya affärsmodeller för att därigenom underlätta studenternas vardag. 2011 lanserades den egenutvecklade Mecenat-appen där studenten har tillgång till sina studentrabatter samt ett digitalt Mecenatkort som verifierar innehavarens studentstatus. Appen har laddats ner drygt 3 miljoner gånger.
Hösten 2016 lanserades Mecenat UniCore, ett skräddarsytt verktyg för studentkårernas medlemsadministration. Det togs fram i samarbete med ett stort antal av Sveriges studentkårer och används idag av ett 30-tal kårer och studentorganisationer. 2018 lanserades Mecenat Alumni som riktar sig till dem som nyss avslutat sina studier och som ger dem chansen att behålla en del av sina rabatter. 2019 förvärvades Kurslitteratur.se som köper och säljer begagnad kurslitteratur. 
Seniordays förvärvades och integrerades i verksamheten 2021, finska Frank köptes 2022 och 2023 köptes Traineeguiden.